# Klejnowo
Klejnowo (deutsch Klenau (Dorf)) ist ein Dorf in der polnischen Woiwodschaft Ermland-Masuren. Es gehört zur Landgemeinde Braniewo (Braunsberg) im Powiat Braniewski (Kreis Braunsberg).

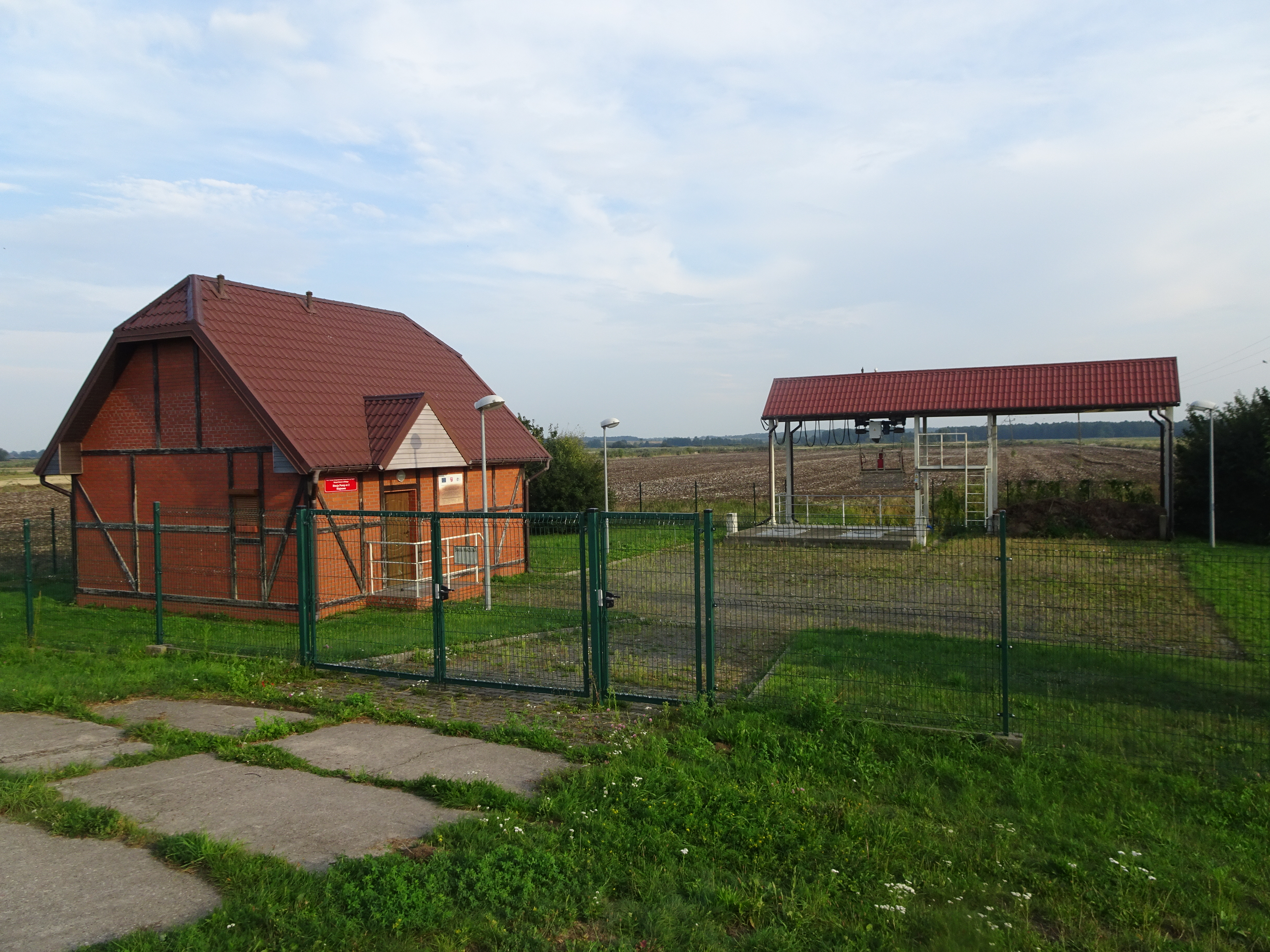
Pumpstation in Klejnowo

## Geographische Lage
Klejnowo liegt zwei Kilometer östlich des Frischen Haffs (polnisch Zalew Wiślany) im Nordwesten der Woiwodschaft Ermland-Masuren, vier Kilometer nordwestlich der Kreisstadt Braniewo (Braunsberg).

## Geschichte

### Ortsgeschichte
Das Dorf Klenau wurde am 18. Juni 1874 Amtsdorf und damit namensgebend für einen Amtsbezirk im ostpreußischen Kreis Braunsberg, Regierungsbezirk Königsberg. Klenau zählte im Jahre 1910 85 Einwohner.
Im Jahre 1928 erweiterte sich die Landgemeinde Klenau um die Gutsbezirke Klenau (polnisch Klejnówko) und Rosenort (polnisch Różaniec) mit dem Vorwerk Schwarzdamm (polnisch Czarna Grobla), die eingegliedert wurden.
Die Einwohnerzahl der auf diese Weise neu formierten Gemeinde Klenau belief sich im Jahre 1933 auf 182 und im Jahre 1939 auf 177.
Nach der Abtretung des gesamten südlichen Ostpreußen in Kriegsfolge im Jahre 1945 an Polen erhielt Klenau die polnische Namensform „Klejnowo“. Das Dorf ist heute eine Ortschaft im Verbund der Gmina Braniewo (Landgemeinde Braunsberg) im Powiat Braniewski (Kreis Braunsberg), von 1975 bis 1998 der Woiwodschaft Elbląg, seither der Woiwodschaft Ermland-Masuren zugehörig. Im Jahre 2021 zählte Klejnowo 86 Einwohner.

### Amtsbezirk Klenau (1874–1945)
Zum Amtsbezirk Klenau gehörten in der Zeit seines Bestehens:
| Deutscher Name | Polnischer Name | Anmerkungen                          |
| -------------- | --------------- | ------------------------------------ |
| Auhof          | Ułowo           | zur Stadt Braunsberg                 |
| Huntenberg     | Podgórze        |                                      |
| Julienhöhe     | Biała Góra      | zur Stadt Braunsberg                 |
| Klenau (Dorf)  | Klejnowo        |                                      |
| Klenau (Gut)   | Klejnówko       | 1928 zur Landgemeinde Klenau         |
| Neu Passarge   | Nowa Pasłęka    |                                      |
| Rosenort       | Różaniec        | 1928 zur Landgemeinde Klenau         |
| Schwarzdamm    | Czarna Grobla   | mit Rosenort zur Landgemeinde Klenau |
| Stangendorf    | Stępień         |                                      |
| Willenberg     | Garbina         |                                      |

## Religionen
Klejnowo gehört heute wie auch Klenau vor 1945 zur römisch-katholischen Kirche in der Stadt Braniewo (Braunsberg). Sie liegt heute im Erzbistum Ermland.
Auch war Klenau bis 1945 nach Braunsberg in die dortige evangelische Kirche eingepfarrt – innerhalb der Kirchenprovinz Ostpreußen der Kirche der Altpreußischen Union. Heute gehört das Dorf zur Diözese Masuren der Evangelisch-Augsburgischen Kirche in Polen.

## Verkehr
Das Dorf Klejnowo liegt abseits vom Verkehrsgeschehen am Ufer des Frischen Haffs und ist über eine Nebenstraße von Ułowo (Auhof) aus zu erreichen. Bahnanschluss besteh über Braniewo an der Bahnstrecke Olsztyn Gutkowo–Braniewo der Polnischen Staatsbahn.